# Гуней
Гуне́й (рос. Гунэй) — село у складі Агінського району Забайкальського краю, Росія. Адміністративний центр та єдиний населений пункт Гунейського сільського поселення.

## Населення
Населення — 1016 осіб (2010; 1122 у 2002).
Національний склад (станом на 2002 рік):
- буряти — 73 %